# Peapack and Gladstone
Peapack and Gladstone is een plaats (borough) in de Amerikaanse staat New Jersey, en valt bestuurlijk gezien onder Somerset County.

## Demografie
Bij de volkstelling in 2000 werd het aantal inwoners vastgesteld op 2433.
In 2006 is het aantal inwoners door het United States Census Bureau geschat op 2480, een stijging van 47 (1,9%).

## Geografie
Volgens het United States Census Bureau beslaat de plaats een oppervlakte van
15,0 km², geheel bestaande uit land.

## Plaatsen in de nabije omgeving
De onderstaande figuur toont nabijgelegen plaatsen in een straal van 12 km rond Peapack and Gladstone.